# Hans Stärkle
Hans Stärkle uit Bern vormde samen met zijn vrouw Cilly een Zwitsers team in de zijspanrace in de jaren twintig, -dertig en -veertig.
Het echtpaar Stärkle werd al in 1928 met een Scott derde in de 600cc-zijspanklasse in het Europees kampioenschap wegrace achter landgenoot Edgar d'Eternod met Sunbeam en de Brit Ernie Nott met een Rudge. Tussen 1929 en 1935 werden ze vier keer zijspankampioen van Zwitserland. Ook Hans' broer Ernst werd twee keer Zwitsers zijspankampioen. Ze wonnen met een NSU SS 600 de 600cc-zijspanklasse van de Grand Prix van Zwitserland in 1931, 1932, 1933, 1934 en 1935. 
Bij gebrek aan races in Zwitserland reden ze meestal in Duitsland. Ze wonnen drie keer de heuvelklimwedstrijd in Freiburg-Schauinsland, twee keer de Eilenriederennen in Hannover en een keer de Eifelrennen op de Nürburgring. In 1936 wonnen ze met dezelfde machine twee klassen in de Feldbergrennen: 600- en 1000 cc. Ze vormden sinds 1934 een team met de Duitsers Conrad Dürr en Heiner Frey. In 1935 wonnen ze de Grand Prix van Barcelona en de Großglockner-Trophy. 
In hun thuisland wonnen ze in 1931 de Wasen-Lüderenalp-Bergrennen, in 1935 in Lugano, in 1936 in Schaffhausen en Genève, in 1937 in Genève en Lausanne en in 1947 in Porrentruy. 
Na de Tweede Wereldoorlog werd het eerste Europees kampioenschap in Bremgarten gehouden. Na diskwalificatie van de aanvankelijke winnaars Luigi- en Paolo Cavanna (Moto Guzzi) won Hans Haldemann (Norton) en het echtpaar Stärkle werd tweede. 
Hierna eindigde hun zijspancarrière, die ten minste negentien jaar had geduurd. Hans Stärkle stopte echter nog niet helemaal. In 1952 won hij een gouden medaille International Six Days Trial met een Horex Regina 350 Sport. 